# Badminton ai XVI Giochi panamericani
I tornei di badminton ai XVI Giochi panamericani si sono giocati al Gimnasio de Usos Múltiples di Guadalajara, in Messico, dal 15 al 20 ottobre 2011.

## Calendario
Tutti gli orari secondo il Central Standard Time (UTC-6).
| Torneo              | 15 ott          | 16 ott | 17 ott | 18 ott     | 19 ott | 20 ott |
| ------------------- | --------------- | ------ | ------ | ---------- | ------ | ------ |
| Singolare maschile  | 32esimi/16esimi | Ottavi | Quarti | Semifinali |        | Finale |
| Singolare femminile | 16esimi         | Ottavi | Quarti | Semifinali |        | Finale |
| Doppio maschile     | 16esimi         | Ottavi | Quarti | Semifinali | Finale |        |
| Doppio femminile    | 16esimi         | Ottavi | Quarti | Semifinali | Finale |        |
| Doppio misto        | 16esimi         | Ottavi | Quarti | Semifinali |        | Finale |

## Risultati
| Evento              | Oro                        | Argento                        | Bronzo                                                       |
| Singolare maschile  | Kevin Cordón               | Osleni Guerrero                | Charles Pyne Daniel Paiola                                   |
| Doppio maschile     | Tony Guwanan e Howard Bach | Halim Ho e Sattawat Pongnairat | Andrés López e Lino Muñoz Adrian Lu e Derrick Ng             |
| Singolare femminile | Michelle Li                | Joycelyn Ko                    | Victoria Montero Claudia Rivero                              |
| Doppio femminile    | Alex Bruce e Michelle Li   | Rena Wang e Iris Wang          | Grace Gao e Joycelyn Ko Eva Lee e Paula Obanana              |
| Doppio misto        | Grace Gao e Toby Ng        | Halim Ho e Eva Lee             | Claudia Rivero e Rodrigo Pacheco Howard Bach e Paula Obanana |

## Medagliere
| Posizione | Nazione     | Oro | Argento | Bronzo | Totale |
| --------- | ----------- | --- | ------- | ------ | ------ |
| 1         | Canada      | 3   | 1       | 2      | 6      |
| 2         | Stati Uniti | 1   | 3       | 2      | 6      |
| 3         | Guatemala   | 1   | 0       | 0      | 1      |
| 4         | Cuba        | 0   | 1       | 0      | 1      |
| 5         | Perù        | 0   | 0       | 2      | 2      |
| 6         | Messico     | 0   | 0       | 2      | 2      |
| 7         | Brasile     | 0   | 0       | 1      | 1      |
| 7         | Giamaica    | 0   | 0       | 1      | 1      |
| Totale    | Totale      | 5   | 5       | 10     | 20     |